# Carlos Luque
Carlos Martín Luque (ur. 1 marca 1993 w Gijón) – argentyński piłkarz występujący na pozycji napastnika w AD Alcorcón.